# MBN 뉴스 (1700)
MBN 뉴스 (1700)는 대한민국에서 평일 오후 5시에 텔레비전으로 방송되었던 MBN의 저녁뉴스 프로그램이다.